# Aleksander Barkov
Aleksander Barkov (rusky Александр Александрович Барков, * 2. září 1995, Tampere) je profesionální finský hokejový útočník momentálně hrající v severoamerické National Hockey League (NHL) za tým Florida Panthers, kde působí od roku 2018 i jako kapitán mužstva. Je to syn bývalého ruského hokejisty Alexandra Barkova, a proto má i ruské občanství.
V roce 2021, 2024 a 2025 dostal cenu pro nejlépe bránícího útočníka NHL.
V roce 2021 podepsal osmiletou smlouvu, díky které si přijde na 80 milionů dolarů. Jako kapitán dovedl Floridu Panthers k prvnímu Stanley Cupu v jejich historii v roce 2024. O rok později se dočkal obhajoby titulu.

## Hráčská kariéra
Je odchovancem Tappary. Svůj první zápas ve finské lize odehrál 1. října 2011 ve věku 16 let a hned se v něm uvedl asistencí, stal se tak teprve druhým nejmladším hráčem v lize po Kalle Kaijomaovi, které mu se to povedlo. Zbytek sezóny, ale nedohrál, protože v únoru 2012 onemocněl mononukleózou. V následující sezóně 2012/13 se pevně usadil v týmu a s 48 body z 53 zápasů se stal druhým nejproduktivnějším hráčem svého týmu. V květnu 2012 si ho Lokomotiv Jaroslavl vybral v prvním kole draftu jako 2. celkově, ale dal přednost NHL, protože následující rok si ho v draftu NHL vybral v prvním kole jako celkově 2. tým Florida Panthers, se kterým později podepsal nováčkovskou smlouvu na tři roky. Svého první gólu v NHL se dočkal hned při svém prvním startu 3. října 2013, když v zápase proti Dallasu Stars překonal svého krajana Kariho Lehtonena. Stal se tak nejmladším finským hráčem, který kdy v NHL skóroval (bylo mu 18 let a 31 dnů). Do konce sezóny si pak na své konto připsal 24 bodů za 8 branek a 16 asistencí.

## Prvenství
- Debut v NHL – 3. října 2013 (Dallas Stars proti Florida Panthers)
- První gól v NHL – 3. října 2013 (Dallas Stars proti Florida Panthers, finskému brankáři Kari Lehtonen)
- První asistence v NHL – 8. října 2013 (Philadelphia Flyers proti Florida Panthers)
- První hattrick v NHL – 15. prosince 2018 (Florida Panthers proti Toronto Maple Leafs)

### Klubové statistiky
| Sezóna        | Klub             | Soutěž        |     | Základní část | Základní část | Základní část | Základní část | Základní část |    | Play off | Play off | Play off | Play off | Play off |
| Sezóna        | Klub             | Soutěž        | Z   | G             | A             | B             | TM            | Z             | G  | A        | B        | TM       |          |          |
| 2010/11       | Tappara Jr.      | Fin-Jr.       | 25  | 5             | 12            | 17            | 6             | —             | —  | —        | —        | —        |          |          |
| 2011/12       | Tappara          | SM-liiga      | 32  | 7             | 9             | 16            | 4             | —             | —  | —        | —        | —        |          |          |
| 2011/12       | Tappara Jr.      | Fin-Jr.       | 5   | 2             | 3             | 5             | 2             | —             | —  | —        | —        | —        |          |          |
| 2012/13       | Tappara          | SM-liiga      | 53  | 21            | 27            | 48            | 8             | 5             | 0  | 5        | 5        | 2        |          |          |
| 2013/14       | Florida Panthers | NHL           | 54  | 8             | 16            | 24            | 10            | —             | —  | —        | —        | —        |          |          |
| 2014/15       | Florida Panthers | NHL           | 71  | 16            | 20            | 36            | 16            | —             | —  | —        | —        | —        |          |          |
| 2015/16       | Florida Panthers | NHL           | 66  | 28            | 31            | 59            | 8             | 6             | 2  | 1        | 3        | 2        |          |          |
| 2016/17       | Florida Panthers | NHL           | 61  | 21            | 31            | 52            | 10            | —             | —  | —        | —        | —        |          |          |
| 2017/18       | Florida Panthers | NHL           | 79  | 27            | 51            | 78            | 14            | —             | —  | —        | —        | —        |          |          |
| 2018/19       | Florida Panthers | NHL           | 82  | 35            | 61            | 96            | 8             | —             | —  | —        | —        | —        |          |          |
| 2019/20       | Florida Panthers | NHL           | 66  | 20            | 42            | 62            | 18            | 4             | 1  | 3        | 4        | 2        |          |          |
| 2020/21       | Florida Panthers | NHL           | 50  | 26            | 32            | 58            | 14            | 6             | 1  | 6        | 7        | 2        |          |          |
| 2021/22       | Florida Panthers | NHL           | 67  | 39            | 49            | 88            | 18            | 9             | 2  | 5        | 7        | 2        |          |          |
| 2022/23       | Florida Panthers | NHL           | 68  | 23            | 55            | 78            | 8             | 21            | 5  | 11       | 16       | 10       |          |          |
| 2023/24       | Florida Panthers | NHL           | 73  | 23            | 57            | 80            | 24            | 24            | 8  | 14       | 22       | 8        |          |          |
| NHL celkově   | NHL celkově      | NHL celkově   | 737 | 266           | 445           | 711           | 148           | 71            | 19 | 40       | 59       | 28       |          |          |
| Liiga celkově | Liiga celkově    | Liiga celkově | 85  | 28            | 36            | 64            | 12            | 5             | 0  | 4        | 4        | 2        |          |          |

## Reprezentační kariéra
Zastupuje Finsko v mládežnických výběrech. 2. ledna 2012, v šestnácti letech a čtyřech měsících, se stal druhým nejmladším hráčem, který kdy skóroval na juniorském mistrovství světa. Rekord drží reprezentant Kazachstánu Viktor Alexandrov, který v roce 2001 skóroval ve věku 15 let. V lednu 2014 ho Erkka Westerlund nominoval na olympijské hry v Soči, kde se představil jako nejmladší hráč turnaje. S finským týmem získal bronzové medaile, když v boji o třetí místo zdolali tým Spojených států. Na MS 2016 získal stříbrnou medaili. Byl kapitánem Finska během Poháru 4 zemí v roce 2025.

### Reprezentační statistiky
| Rok             | Tým             | Soutěž          | Z  | G | A  | B  | TM |
| --------------- | --------------- | --------------- | -- | - | -- | -- | -- |
| 2012            | Finsko          | MS18            | 7  | 1 | 2  | 3  | 27 |
| 2012            | Finsko          | MSJ             | 7  | 1 | 3  | 4  | 0  |
| 2013            | Finsko          | MSJ             | 6  | 3 | 4  | 7  | 6  |
| 2014            | Finsko          | ZOH             | 2  | 0 | 1  | 1  | 2  |
| 2015            | Finsko          | MS              | 8  | 4 | 3  | 7  | 4  |
| 2016            | Finsko          | MS              | 9  | 3 | 6  | 9  | 2  |
| 2016            | Finsko          | SP              | 3  | 0 | 0  | 0  | 0  |
| Junioři celkově | Junioři celkově | Junioři celkově | 20 | 5 | 9  | 14 | 33 |
| Senioři celkově | Senioři celkově | Senioři celkově | 22 | 7 | 10 | 17 | 8  |